# Baby Mine (film 1917)
Baby Mine è un film del 1917 diretto da Hugo Ballin e John S. Robertson, sceneggiato da Margaret Mayo dal suo lavoro teatrale.
Il film, prodotto dalla Goldwyn Pictures Corporation, venne distribuito nelle sale USA il 23 settembre 1917.
La storia venne ripresa nel 1928 da Robert Z. Leonard con Baby Mine, interpretato da Karl Dane e Charlotte Greenwood.
Fu l'esordio sugli schermi per Madge Kennedy.

## Trama
Zoie è una giovane moglie frivola e annoiata. Con il suo cicaleccio, le sue bugie e la sua incapacità di gestire una casa, porta all'esasperazione Alfred, il marito. Che parte per Boston.
Zoie, rimasta a casa, è consolata dall'amica Aggie che le suggerisce, visto che la coppia non ha bambini, di adottarne uno. Entusiasta dell'idea, Zoie va all'ospedale a cercare un piccolo da adottare. Trovatone uno, annuncia ad Alfred che diventerà padre.
Jimmie, l'obbediente marito di Aggie, dovrebbe portare il bambino a casa di Zoie, ma la madre del bambino ha cambiato idea e non vuole più cederlo.
Visto che Alfred si aspetta un figlio, a Jimmie viene chiesto di procurarsene uno a ogni cost.
Jimmie riesce a trovarne addirittura due, una coppia di gemelli e poi ruba in ospedale un altro bambino.
Quando Alfred arriva a casa, la trova invasa di bambini e poi anche dai loro genitori che arrivano per riprenderseli.
Tutto finisce bene, con Zoie che promette ad Alfred di dirgli d'ora in poi sempre la verità.

## Produzione
Il film fu prodotto dalla Goldwyn Pictures Corporation

## Distribuzione
Distribuito dalla Goldwyn Pictures Corporation, il film uscì nelle sale statunitensi il 23 settembre 1917.

### Date di uscita
IMDb
- USA	23 settembre 1917
- Portugal	27 luglio 1920
- Finlandia	8 novembre 1920

Alias
- O Meu Bebé	Portogallo